# Colima
Colima é um dos 31 Estados do México, fazendo fronteira com os Estados mexicanos de Jalisco ao norte e leste, Michoacán ao sudeste, bem como o Oceano Pacífico a oeste. Sua área é de 5.191 km², e sua população é de 650.555 habitantes. A capital do Estado é a cidade de Colima.

## Municípios do Estado
- Armería
- Colima
- Comala
- Coquimatlán
- Cuauhtémoc
- Ixtlahuacán
- Manzanillo
- Minatitlán
- Tecomán
- Villa de Alvarez